# Avino
Avino（アヴィーノ）は、ケンウッド（現・JVCケンウッド）が販売していた、ミニコンポのブランド名である。
同社のALLORAシリーズよりも小型のものがラインナップされ、特に7番シリーズは「高品質のマイクロコンポ」（厳密的にいえばハイコンポ）という位置づけであった。
現在はKseriesが、後継ブランドとして発売されている。ALLORAシリーズの終息からKseries誕生まではケンウッドの主力でもあった。

## 主な機種

### 7番シリーズ
- SA-7
  - 1996年発売。初代Avino。
  - レシーバー(R-SA7)に「ピュアAモード」を搭載。AMステレオ対応。チューナー部はLA1832+MC13028A(デコード)とLC72131(PLL)で構成。(R-SA7とR-Pro7のみAMステレオ、R-SE7,RD-VH7,R-SG7などはAMモノラル)
  - CD(DP-SA7)
  - MD(DM-SA7)
  - スピーカー(LS-SA7)に ウーファーとツイーターの各ユニットからの音の到達時間を揃える「UDレイアウト」採用。
  - オプションとして、カセットデッキ(X-SA7)が設定されている。

- SE-7MD
  - 1997年発売。SA-7の後継機種。
  - レシーバー(R-SE7)に小音量時のクオリティを高める「新ピュアAモード」を搭載。
  - CD(DP-SE7)に20ビット再量子化技術「D.R.I.V.E.」を搭載。
  - MD(DM-SE7)に20ビット精度での録音が可能な「20bit REC D.R.I.V.E.」を搭載。「サイバータイトラー」対応。
  - スピーカー(LS-SE7)にパールマイカウーファーと凹型ドームツィーターを採用。回折波を分散させる「DDDバッフル」を搭載。
  - オプションとして、カセットデッキ(X-SE7)が設定されている。
  - SE-7MDから、MDデッキ(DM-SE7)を除いた「SE-7」も発売された。

- PRO-7
  - 1997年発売。各コンポーネントに 銅メッキシャーシと ウッド調サイドパネルを採用した上位機種「AvinoPRO」。
  - レシーバー(R-7PRO)に小音量及び通常音量時のクオリティを高める「無帰還型・新ピュアAモード」及び革新的なファイナル素子「TRAITR」を搭載。AMステレオ対応。
  - CD(DP-7PRO)に24ビット精度の「24bit Fine D.R.I.V.E」を搭載。
  - スピーカー(LS-7PRO)にアルミダイキャストホーン&リニュウム型ツィーターを採用。各ユニットからの音の到達時間を揃える「UDレイアウト」採用。
  - オプションの、MDデッキ(DM-7PRO)に20ビット精度での録音が可能な「20bit REC D.R.I.V.E.」を搭載。「サイバータイトラー」対応。
  - オプションとして、カセットデッキ(X-7PRO)が設定されている。

- VH-7
  - 1999年発売。世界で初めて本体の縦置きと横置きの両方に対応。
  - レシーバー+CDのユニット(RD-VH7)と スピーカー(LS-VH7)で構成されている。オプションとして、MDデッキ(DM-VH7)，カセットデッキ(X-VH7)，3Dスピーカ(LSF-1010)が設定されている。
  - アンプ部に音量に応じて動作方式を自動で切替える「オートピュアAモード」を搭載。
  - CD部にHDCDデコーダーを世界で初めて搭載。
  - MDデッキ(DM-VH7)を標準添付した「VH-7MD」も発売された。
  - ソーテックよりAFiNA AV用にUSB入出力等を搭載し、「VH7PC」として発売される。これはソーテックの販売見通しの誤りのため大量の不良在庫となり大乱売された。これは超お買い得品であり多くの者が買い求めに走ったことで有名である。オプションとして、MD(DM-VH7PC)が設定されている。

- SG-7
  - 1999年発売。SE-7の後継機種。
  - レシーバー(R-SG7)に小音量時のクオリティを高める「ピュアAモード」を搭載。
  - CD(DP-SG7)に24ビット精度の「24bit Fine D.R.I.V.E」を搭載。
  - MD(MD-SG7)に20ビット精度での録音が可能な「20bit REC D.R.I.V.E.」を搭載。「サイバータイトラー」対応。
  - 付属リモコンは RC-R0713
  - スピーカー(LS-SG7)に積層された天然木のフロントバッフルを採用。当時このスピーカーは非常に評価が高く、中古市場では現在でも人気である。

- SH-7CDR
  - 2000年発売。CDレコーダー搭載。
  - MDLP対応。
  - CDからMDへ2倍速デジタルダビングが可能。
  - スピーカー部に長円型ウーファー採用。

- SJ-7WM
  - 2001年発売。MGメモリースティックに対応した「Digital Avino」。
  - MP3、WMA対応。
  - MDLP対応

- SK-7PRO
  - 2002年発売。実質的な最終モデル。
  - レシーバー部にTRAITRを改良した「Linear TRAIT」を搭載。ドライバー段に高品質3段差動アンプを採用。「アドバンスド・グランドライン」を採用。銅メッキリアパネルを採用。
  - CD部に24ビット再量子化技術「24ビットD.R.I.V.E.II」を搭載。
  - MDLP対応
  - スピーカー部に厚さ30mmのフロントバッフルを採用。

- VC-7DVD
  - 2002年発売。DVD再生に対応した「Digital Avino」。
  - 「V.F.S. バーチャル・フロント・サラウンド」を搭載。
  - MDLP、NetMDに対応。
  - MP3、WMA対応。
  - アンプ部に「アドバンスド・グランドライン」を採用。

### 5番シリーズ
- SA-5MD
  - 1996年発売。SA-7の下位機種。
  - SA-7とはスピーカーが異なる(LS-SA5)ほか、CD、MD部が一体型(DM-SA5)となっている。
  - レシーバーはSA-7と同じ(R-SA7)で、オプションカセットデッキ(X-SA7)も設定されている。

- SG-5MD
  - 1999年発売。CD、MD一体型。
  - システムステレオとして世界で初めて、CDからMDへの2倍速デジタルダビングに対応。
  - 3枚CDチェンジャーを搭載。
  - スピーカー部にMDF材フロントバッフル、パールマイカウーファー、ショートホーン付き逆ドーム型ツィーター採用。

- VH-5MD
  - 2000年発売。CD、MD一体型。
  - 本体の縦置き・横置きに両対応。
  - CDからMDへ2倍速デジタルダビングが可能。
  - スピーカー部にパールマイカウーファー、ネオジウムドームツィーター採用。

- IT-2000-R
  - 2000年発売。VH-5MDをベースにした2000年プレミアムモデル。本体の縦置きは非対応。
  - 本体及びスピーカーの前面にステンレス素材を採用。
  - K'sと同等の着脱式スパイク脚を採用。
  - スピーカー部に本格ネットワークを採用。

- BR-2001
  - 2000年発売。IT-2000-Rをベースにしたプレミアムモデル。
  - ゴムエッジを振動板の表側から張り合わせた独自開発のウーファーとネオジウムマグネット採用のシルクドームツィーターを搭載。
  - 理想的なクロスオーバーを実現する本格的なスピーカーネットワークを採用。
  - スピーカーバッフル板外周部にはハードメープル材を、表面部にはバーズアイメープル材を採用。
  - 通常のマイクロコンポの約2倍の大容量のケミコンを採用。
  - MDLP、CDからMDへの2倍速デジタルダビングに対応。

- VH-55MD
  - 2000年発売。VH-5MDのMDLP対応モデル。
  - 本体前面にステンレス素材を採用。

- SG-55MD
  - 2000年発売。SG-5MDのMDLP対応モデル。

- SH-5MD
  - 2000年発売。MDLP対応。
  - CDからMDへ2倍速デジタルダビングが可能。

- SK-5MD
  - 2002年発売。MDLP対応。グループ作成も可能。
  - CDからMDへ4倍速デジタルダビングが可能。
  - 3枚CDチェンジャーを搭載。
  - レシーバー部に「アドバンスド・グランドライン」を採用。
  - スピーカー部に厚さ20mmのフロントバッフルを採用。

### 3番シリーズ
- SG-3MD
  - 1999年発売。シリーズ初の一体型。マイクロコンポで初めてのカラーバリエーションモデル。
  - CD、MD、カセットテープ対応。
  - スピーカー部にパールマイカウーファー採用。

- SH-3MD
  - 2000年発売。SG-3MDの後継機種。
  - カセットデッキ部に「電動スライド＆ポップアップメカ」を搭載。メカがディスプレイ部ごと前方に可動する構造により本体前面からすべての操作が可能になった。

- SJ-3MD
  - 2001年発売。
  - CD再生、MDLP、カセットテープ対応。
  - CDからMDへ2倍速デジタルダビングが可能。
  - スピーカー部にホワイトコーンウーファー採用。

- SK-3MD
  - 2002年発売。SJ-3MDの後継機種。
  - CD-R/RW再生、MDLP、カセットテープ対応。
  - CDからMDへ4倍速デジタルダビングが可能。グループ作成も可能。

- SL-3MD
  - 2003年発売。CD-R/RW再生対応。CD TEXT表示可能。MDLP対応(2倍・4倍モード)。Twin REC(カセットテープと、MDの2つに同時に録音できる機能)搭載。ワンタッチ録音可能。タイマー装備。
  - 自分の好きな音を作ることのできる、Digital Sound EQ　(デジタルサウンドイコライザー)を装備。
  - デジタルサウンドイコライザーで作った、オリジナルサウンドでMDに記録できる、Digital Equalizer REC　(デジタルイコライザーレック)装備。
  - CDからMDへ4倍速デジタルダビングが可能。グループ作成も可能。
  - グラフィックイコライザーを搭載し、音の変化を目で見ることができる。
  - アンプはICによるオペアンプ方式ではなく、トランジスターを使用した「ディスクリートアンプ」、スピーカーは、新開発された、ハイブリッドエッジスピーカーを使用。

- SV-3MD
  - 2005年発売。SL-3MDの後継機種。SL-3MDに搭載されている機能はほぼ踏襲されている。以下、変更、追加された点。
  - SL-3MDに搭載されている重低音機能「D-BASS」をバージョンアップさせた「D-BASSⅡ」搭載。
  - どんな部屋でも最適な音にチューニングしてくれる、プリセットRoom EQ　搭載。
  - ケンウッド製のポータブルHDDプレーヤー「HD20GA7」の操作に対応。
  - ヘッドホン端子を録音出力として使用できる、レコーディング・アウト機能搭載。

### 9番シリーズ
- SA-9
  - 機能はSA-7に準ずるが、スピーカーが薄型タイプに変更され、サブウーファーも付属している。

### システムコントロールコード
- E30-2628-05
  - Avinoシリーズのセパレート型コンポーネント(アンプ/CD/MD/TAPE)を接続して連動させられる。SOTEC社 「VH7PC」でも使用可能。
  - K'sシリーズのコンポーネント(KA-1001,KAF-5002など)でも使用可能。
  - 2010年8月現在でも、電気店経由で注文により入手可能。(価格は約950円)